# Cees Rutgers
Cees Rutgers (Amsterdam, 17 oktober 1951 - Tilburg, 29 juni 2022) was een Nederlandse cabaretier, componist, tekstschrijver en auteur.
Cees Rutgers groeide op in Amsterdamse stadsdeel Oost. Hij werd geboren in de Dapperbuurt. Toen hij zes was, verhuisde het gezin Rutgers naar de Landbouwstraat in de Watergraafsmeer, Betondorp.
Na de middelbare school studeerde hij één jaar wis- en natuurkunde aan de Vrije Universiteit. Daarna gooide hij het roer 180 graden om en ging naar de Theaterschool. Nadat hij was afgestudeerd aan de Academie voor Kleinkunst, trad hij een poos op met de cabaretgroep Vangrail, winnaar Cameretten ’74. In 1985 richtte hij samen met Jeroen van Merwijk, de cabaretgroep Meester Cornelis op. Na het eerste programma De Gymnasiast in 1986 hield Rutgers ermee op.
Ook was hij jarenlang een vaste medewerker aan radioprogramma’s bij de KRO als Krachtvoer, De Krijsende Tafel en Ratel. Hij maakte voor deze programma’s gesproken columns, hoorspelen en reportages.
Cees Rutgers is redacteur geweest bij jeugdmagazines als Okki van de educatieve uitgeverij Malmberg. Ook leverde hij bijdragen aan leermethodes voor het basisonderwijs, zoals taalboeken en geschiedenisboeken.
Bij uitgeverij Ploegsma verschenen kinderboeken van zijn hand, onder andere Ik blijf in bed.
In 2004 raakte Cees Rutgers in de ban van de schilder Piet Mondriaan. Dit resulteerde na zeventien jaar onderzoek in het boek Mondrian is hiding a tragedy.
Hij schreef voor de KRO schrijfwedstrijd 2018 voor een nieuwe versie van 'Stille Nacht' een moderne versie van dit kerstlied.